# Pauselijke Raad voor de Leken

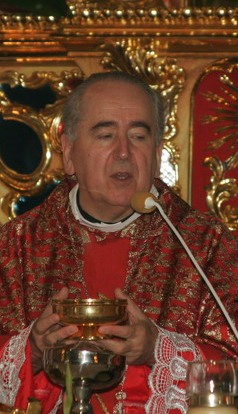
Stanisław Rylko, laatste president van de raad

De Pauselijke Raad voor de Leken (lat: Pontificium Consilium pro Laicis) was een instelling van de Romeinse Curie. Deze raad was verantwoordelijk voor alle aangelegenheden die te maken hebben met de positie van leken binnen de Katholieke Kerk.
De raad werd op 6 januari 1967 bij motu proprio (Catholicam Christi Ecclesiam) als voorlopige voorziening ingesteld door paus Paulus VI. In 1976 werd de raad - eveneens bij motu proprio (Apostolatus Peragendi) een vast dicasterium binnen de Romeinse Curie. In zijn apostolische constitutie Pastor Bonus heeft paus Johannes Paulus II de taakomschrijving van de Raad nader toegespitst. De taakstelling van de Raad was daar als volgt omschreven:
1. Het komt de raad toe de leken erop te wijzen en te motiveren, dat zij aan het leven en de missie van de Kerk op hun eigen wijze deelnemen, zowel individueel als in verenigingen, en vooral dat zij hun bijzonder ambt vervullen, om de zaken van het tijdelijke met de evangelische geest te doordringen.
2. De raad bevordert de samenwerking van leken in het catechetisch onderricht, in het liturgisch leven en door werken van barmhartigheid, van caritas en van de sociale beweging.
3. De raad organiseert en bestuurt internationale bijeenkomsten en andere ondernemingen, die het apostolaat van de leken aangaan.

Op 1 september 2016 werd de raad opgeheven. De taken en bevoegdheden van de raad werden overgedragen aan de dicasterie voor Leken, Gezin en Leven, die op 15 augustus 2016 ingesteld was.

## Lijst van voorzitters
| Periode   | Naam                   |
| --------- | ---------------------- |
| 1967-1976 | Maurice Roy            |
| 1976-1984 | Opilio Rossi           |
| 1984-1996 | Eduardo Pironio        |
| 1996-2003 | James Francis Stafford |
| 2003-2016 | Stanisław Ryłko        |